# Incamyia sandovali
Incamyia sandovali là một loài ruồi trong họ Tachinidae.